# 이하룡
이하룡(李夏龍)은 전 KBO 리그 삼미 슈퍼스타즈의 선수이다.
1980년 8월 19일 제2회 대붕기 전국고교야구대회에서 서울고등학교 야구부를 상대로 역대 10번째 노히트 노런을 달성했다.

## 학력
- 대건중학교
- 심석종합고등학교